# Tenzou
Tenzou (テンゾウ) eller Yamato (ヤマト) er en person i anime/manga serien Naruto. Han introduceres i anime seriens anden del Shippuuden episode nr. 34 og i kapitel 284 i mangaen. Tenzou er en del af den hemmelige shinobi organisation anbu, som arbejder under hokagen med specialmissioner. Han optræder også som midlertidig leder af "Team 7"/"Team Kakashi", mens Kakashi er på hospitalet, og tildeles kodenavnet "Yamato" af Konoha's hokage Tsunade. I den japanske Naruto Shiphuuden anime, lægger Rikiya Koyama stemme til Tenzou, mens det på engelsk er Troy Baker.

## Baggrund
Der eksisterer ikke megen information om Tenzou's barndom. Men man ved dog, at Tenzou var en af de 60 børn, som Orochimaru hemmeligt lavede eksperimentel genterapi på, før han forlod Konoha. Orochimaru indsatte gener fra Shodaime i børnene, i forsøget på at få fingre i hans Mokuton og Bijuu-kontrollerende evner. Orochimaru forlod byen, før han kunne se resultatet af sine forsøg. Alle børnene døde, bortset fra Tenzou, som tilmed kunne bruge den første hokage Shodaimes teknikker, selvom han senere har sagt, at de langtfra er så kraftfulde som Shodaimes. Tenzou graduerede fra Ninja Akademiet og blev Chuunin da han var seks år. Senere sluttede han sig til anbu, og var i en tid under ledelse af Hatake Kakashi. I anbu var han bl.a. del af en ottemands gruppe.

## Evner
Tenzou's to mest iøjnefaldende jutsu'er er "Wood manipulation" eller "mokuton" og hans "tailed beast supression" eller "Bijuu control." Ved at kombinere vand- og jordbaseret-chakra, kan Tenzou frembringe træer eller producere objekter af træ. Denne teknik er af typen kaldet kekkei genkai eller blood limit, og kan ikke læres, kun nedarves gennem generne. Tenzou har udviklet sin teknik således, at han ikke blot kan producere træer og vægge af træ, men hele huse, kopier af sig selv og et enormt fængsel af træ (Shichuutou no jutsu). Sidstnævnte benyttes bl.a., da han skal skræmme "Team Kakashi" til at makke ret, på deres første mission sammen. Tenzou'z mokuton teknik gør ham også i stand til at undertrykke en Bijuu's chakra, hvilket foregår ved, at han frembringer stolper, der skyder op af jorde, og sætter sig fast på Bijuu'en, og tvinger dens chakra til at trække sig tilbage. Da Tenzou er jounin og derudover medlem af anbu, er han også særdeles velbevandret i sporingsteknikker, har evner indefor taijutsu, er øvet i at opsætte fælder og lægge taktikker og dygtig til almindelig shinobi kamp. 

## Personlighed
Tenzou befinder sig altid i en sindstilstand af ophøjet ro, selv i stessfulde situationer hvor intet går som planlagt, og det gør ham i stand til at træffe velovervejede valg, hvilket også er en vigtig evne at have i anbu. Et oplagt eksempel på en situation hvor han formår at holde nerverne i ro, er i "Sasuke og Sai" delen, hvor han løser de spontant opståede problemer helt køligt og rationelt, da Naruto i Kyuubi-form går amok, imedens Sai, Kabuto og Orochimaru stikker af sammen, og Sakura styrter ned i en kløft. I situationer, som ikke er farefulde, er Tenzou meget tilbagelænet, og viger ikke tilbage for at bruge sin Mokuton no jutsu til ren komfort. Det sker fx da han laver et hus hans team kan overnatte i, eller når han laver en sofa af træ til Kakashi, da de sammen overværer Naruto's træning og videreudvikling af hans rasengan. I den nyere del af manga'en, kommer Tenzou's evner med at bygge huse af træ til stor gavn, da Konoha skal genopbygges, efter at være blevet komplet udslettet af en kamp mellem Akatsuki's leder Pain og Naruto i Kyuubiform. Desuden kan Tenzou virke temmelig føjelig, i hvert fald overfor Kakashi. For det første fordi han betaler for mad han ikke har spist på Ichiraku Ramen Bar, fordi Kakashi overtaler ham, og derudover adlyder Kakashi, da han beder ham lave et meget større vandfald til Naruto under dennes rasengan-træning, selvom der ikke er grund til det. Denne føjelighed kan også være et udtryk for respekt for Kakashi, som kan skyldes, at Kakashi var Tenzous overordnede i anbu, hvilket er grunden til, at Tenzou tiltaler ham senpai, i stedet for fx san eller sama. 

## Sasuke og Sai delen
Da Kakashi er på hospitalet, må Tsunade vælge en midlertidig leder for Team Kakashi, nu bestående af Naruto og Sakura, efter Sasuke's flugt. Valget falder på Tenzou, og fordi han til daglig er en del af anbu og udfører tophemmelige missioner, tildeler Tsunade ham kodenavnet "Yamato". Tenzou er specielt valgt til jobbet som Kakashi's afløser, fordi han har den første hokage's særlige evner for at kontrollere Bijuu, og derfor er i stand til at kontrollere Kyuubi'en i Naruto. 

## Andre oplysninger
Tenzous hobby er at læse bøger om arkitektur.

Hans yndlingsmad er valnødder, og han bryder sig ikke om fed mad.

Han er født 10. august og hans stjernetegn er løven.

Citatet: "While I do prefer to interact with people in a gentle manner... I'm also not at all opposed to establishing my dominance in a reign of terror."